# La Estación, Michoacán de Ocampo
La Estación är en ort i Mexiko.   Den ligger i kommunen Jiménez och delstaten Michoacán de Ocampo, i den centrala delen av landet, 280 km väster om huvudstaden Mexico City. La Estación ligger 1 994 meter över havet och antalet invånare är 146.
Terrängen runt La Estación är kuperad åt nordväst, men åt sydost är den platt. Runt La Estación är det ganska tätbefolkat, med 111 invånare per kvadratkilometer. Närmaste större samhälle är Zacapú, 11,3 km söder om La Estación. I omgivningarna runt La Estación växer huvudsakligen savannskog.